# ヴェスタ・ウィリアムス
ヴェスタ・ウイリアムス（Vesta Williams、1957年12月1日 - 2011年9月22日）は、アフリカ系アメリカ人のR&B歌手。彼女はクレジットタイトルにフル・ネームを使う事もあれば、シンプルに「ヴェスタ (Vesta)」とだけ表記することもある。

## 来歴
オハイオ州生まれ。ディスクジョッキーの娘として生まれたヴェスタは、高校生の頃にはロサンゼルスでTV出演など歌手としての活動をスタートしていた。オハイオなどで地道な活動を続けていたが、ついにはグラディス・ナイト、チャカ・カーン、ステファニー・ミルズや、白人歌手などのスタジオ録音やライブに、バックシンガーとして参加するに至った。
1986年にはA&Mレコードから初アルバム『ヴェスタ』をリリースした。同アルバムからの「恋は臆病 (Once Bitten Twice Shy)」はソウル・チャートでヒットを記録した。続く2枚目のアルバム『ヴェスタ 4U』では、シングルカットされた「Sweet, Sweet Love」などが、Black Entertainment Televisionやラジオにより、高い頻度で取り上げられた。
2011年9月22日、カリフォルニア州ロサンゼルス近郊のホテルの部屋で死亡しているのが発見された。
チャカ・カーンのボーカル・スタイルとよく比較されたが、チャカがジャズっぽく崩して歌うことも多かったのに対して、ヴェスタの「恋は臆病」などは正統派のソウルミュージックだった。彼女は他に、アダルト・コンテンポラリー・ラジオ向けの曲も歌った。

## ディスコグラフィ

### スタジオ・アルバム
- 『ヴェスタ』 - Vesta (1986年、A&M)
- 『ヴェスタ 4U』 - Vesta 4 U (1988年、A&M)
- 『スペシャル』 - Special (1991年、A&M)
- 『エヴリシング&モア』 - Everything-N-More (1993年、A&M)
- Relationships (1998年、i.e. music)
- Distant Lover (2007年、Shanachie) ※カバー・アルバム
- Seven (2013年、Bronx Bridge)

### コンピレーション・アルバム
- Winning Combinations (2000年、A&M/Universal) ※with シーシー・ペニストン

### シングル
- 「恋は臆病」 - "Once Bitten Twice Shy" (1986年)
- 「サムシング・アバウト・ユー」 - "Something About You" (1987年)
- 「ドント・ブロウ」 - "Don't Blow a Good Thing" (1987年)
- "Suddenly It's Magic" (1987年)
- "You Make Me Want To (Love Again)" (1987年)
- "Sweet, Sweet Love" (1988年)
- "4 U" (1989年)
- "Congratulations" (1989年)
- "How You Feel" (1989年)
- "I'll Be Good to You" (with Najee) (1990年)
- "Special" (1991年)
- "Do Ya" (1991年)
- "Always" (1993年)
- "You Still Do It" (1998年)
- "Somebody for Me" (1998年)
- "Dedicated" (2010年)
- "Better Days" (2013年)

### 主な参加アルバム
- アニタ・ベイカー : 『ラプチュアー』 - Rapture (1986年)
- ジャーメイン・ジャクソン : 『プレシャス・モーメンツ』 - Precious Moments (1986年)
- ジェフリー・オズボーン : 『エモーショナル』 - Emotional (1986年)
- スティング : 『ナッシング・ライク・ザ・サン』 - Nothing Like the Sun (1987年)
- サウンドトラック : 『ミシシッピー・バーニング』 - Mississippi Burning (1988年)
- グラディス・ナイト : 『グッド・ウーマン』 - Good Woman (1991年)
- ジェラルド・アルブライト : 『スムース』 - Smooth (1994年)
- ジョージ・デューク : 『イズ・ラヴ・イナフ?』 - Is Love Enough? (1997年)
- エリック・マリエンサル : 『イージー・ストリート』 - Easy Street (1997年)